# Cyril Szalkiewicz

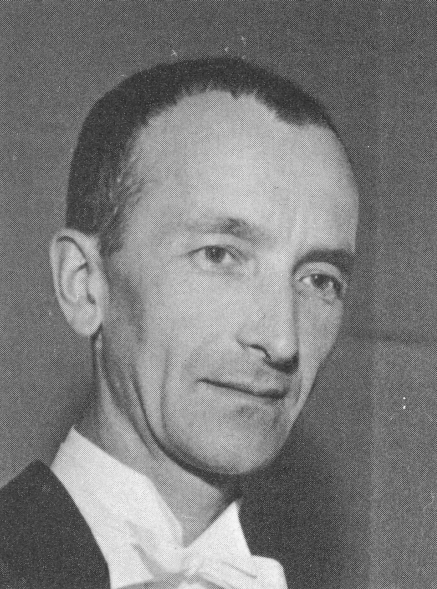
Cyril Szalkiewicz.

Cyril Swatoslaw Szalkiewicz (ursprungligen Leliwa-Szalkiewicz), född 21 december 1914 i Impilax, död 17 februari 1969 i Kangasniemi, var en finländsk pianist. Han var kusin till Taina Elg.
Szalkiewicz studerade pian vid Viborgs musikinstitut och fortsatte studierna i Paris fram till 1939. Szalkiewicz verkade som restaurangpianist och från 1933 gav han konserter i både Finland och utomlands. Under lång tid verkade han vid Finlands nationalopera. Han framförde många av Jean Sibelius verk och gjorde ett antal skivinspelningar tillsammans med bland andra Aulikki Rautawaara, Jukka Hapuoja och Jorma Huttunen, men gjorde även ett stort antal soloinspelningar.
Szalkiewicz avled av en plötslig sjukdom under en konsert med Tamara Lund på Kangasniemis samskola 1969.

### Uppslagsverk
- Virtamo, Keijo (1997): Otavan musiikkitieto.